# Brüggelchen
Brüggelchen is een plaats in de Duitse gemeente Waldfeucht, deelstaat Noordrijn-Westfalen.

## Geschiedenis
Brüggelchen werd voor het eerst schriftelijk vermeld in 1147, als Brugele, wat moerassige laagte betekent.

## Bezienswaardigheden
- Mariakapel van 1846, met barokaltaar.
- Bolleberg, een voormalige motte, aan de Bollbergstrasse, uit de 9e eeuw, ter bescherming tegen de Noormannen

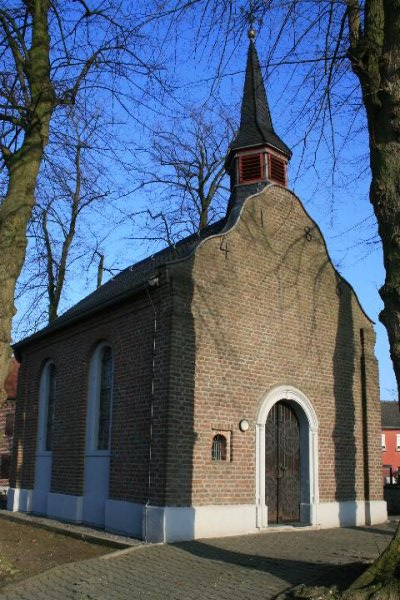
Mariakapel
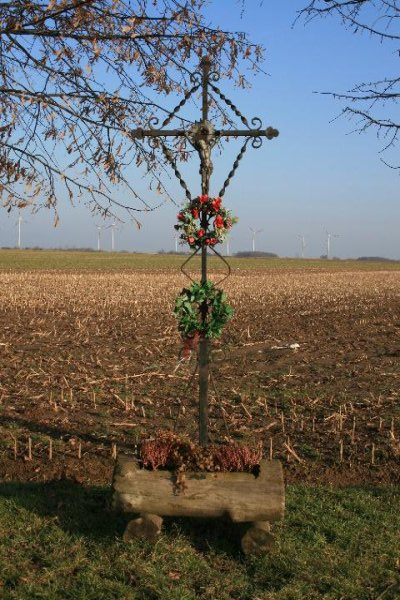
Wegkruis
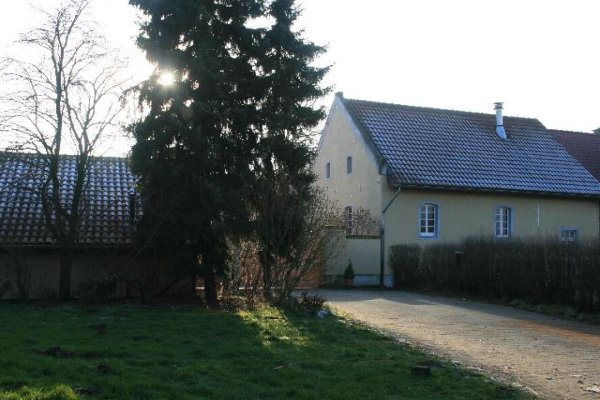
Berderij Erdbrüggener Hof 4

## Natuur en landschap
Brüggelchen ligt aan de Waldfeuchter Bach, welke in noordoostelijke richting stroomt. De hoogte bedraagt 40 meter. In het oosten loopt de Frilinghofener Bach en ligt loofbos. Vrijwel direct in het noordwesten verloopt de Duits-Nederlandse grens.

## Nabijgelegen kernen
Waldfeucht, Obspringen, Haaren, Maria Hoop, Braunsrath
Bocket · Braunsrath · Brüggelchen · Frilinghoven · Haaren · Hontem · Löcken · Obspringen · Schöndorf · Selsten

Kreis Heinsberg · Regierungsbezirk Keulen · Noordrijn-Westfalen